# Glen Murray (chính khách)
Glen R. Murray (sinh ngày 26 tháng 10 năm 1957) là một chính khách Canada và những người ủng hộ các vấn đề đô thị. Ông từng là Thị trưởng Winnipeg thứ 41, Manitoba từ năm 1998 đến 2004, và là thị trưởng đồng tính công khai đầu tiên của một thành phố lớn ở Bắc Mỹ. Sau đó, ông chuyển đến Toronto, Ontario và được bầu vào Hội đồng lập pháp Ontario với tư cách là thành viên Tự do của Quốc hội tỉnh (MPP) cho  Toronto Centre vào năm 2010, phục vụ cho đến năm 2017.
Tháng 8 năm 2010, ông được bổ nhiệm vào nội các tỉnh làm Bộ trưởng Nghiên cứu và Đổi mới. Murray được bầu lại vào tháng 10 năm 2011 và được bổ nhiệm làm Bộ trưởng Bộ Đào tạo, Cao đẳng và Đại học. Ông đã từ chức từ ngày 3 tháng 11 năm 2012 để tranh cử với tư cách ứng cử viên trong bầu cử lãnh đạo Đảng Tự do Ontario 2013. Ông trở thành Bộ trưởng Giao thông Vận tải Ontario và Bộ trưởng Cơ sở hạ tầng vào ngày 11 tháng 2 năm 2013.
Trong một cuộc xáo trộn nội các sau cuộc bầu cử năm 2014, Murray đã được chuyển sang danh mục đầu tư của Bộ trưởng Bộ Môi trường và Biến đổi khí hậu. Ông tuyên bố từ chức khỏi Nội các vào ngày 31 tháng 7 năm 2017 và từ chức khỏi cơ quan lập pháp, có hiệu lực từ ngày 1 tháng 9 năm 2017, để trở thành giám đốc điều hành của Viện Pembina ở Alberta. Ông đã từ chức Viện Pembina vào tháng 9 năm 2018 sau khi làm giám đốc điều hành trong một năm.